# Luciana Mizutani
Luciana Mizutani (João Pessoa, 20 de novembro de 1982) é uma atriz e atleta de Kung Fu brasileira.

## Biografia
Luciana é formada em Artes Cênicas na Unicamp e além de atriz é atleta de Kung Fu com cinco títulos: 2007 - vice-campeã paulista na categoria armas longas, campeã nas categorias do sul e armas curtas e vice-campeã brasileira em armas longas e curtas e terceiro lugar na categoria mãos do sul. 
2008 - vice-campeã paulista nas categorias mãos do sul e armas curtas. 
Luciana Mizutani é descendente de japoneses.

## Carreira

### Televisão
| Ano  | Título           | Personagem |
| ---- | ---------------- | ---------- |
| 2004 | Zorra Total      | Fernanda   |
| 2008 | Negócio da China | Suyan      |
| 2009 | De Cara no Muro  | Ela Mesma  |

## Teatro
- Noite

## Curta-Metragem
- Papel